# Donald C. Taphorn
Donald Charles Taphorn (* 8. September 1951 in Belleville, Illinois), manchmal auch als Don Taphorn, Donald C. Taphorn B. oder Donald C. Taphorn Baechle zitiert, ist ein US-amerikanischer Ichthyologe.

## Leben
Taphorn ist das älteste von fünf Kindern von Donald Clement Taphorn und Shirley Jean Taphorn, geborene Baechle. Er besuchte die katholische Grundschule und High School in Belleville. Sein Interesse an Fischen begann mit dem Geschenk eines Goldfisches von seiner Großmutter, und als begeisterter Aquarianer hatte er in seiner Jugendzeit mehrere Aquarien mit Tropenfischen im Keller. 1972 erwarb er an der Southern Illinois University Edwardsville (SIUE) den Bachelor of Science mit der Bewertung cum laude und gewann den Outstanding Senior Award der Biologieabteilung. Einer seiner Professoren war Jamie E. Thomerson (1935–2015), der sein Interesse an der Taxonomie der tropischen Fische Südamerikas und insbesondere an den südamerikanischen Saisonfischen der Familie Rivulidae weckte und förderte. Anschließend studierte er bei Carter R. Gilbert (1930–2022) Fischtaxonomie am Fachbereich Zoologie der University of Florida in Gainesville und graduierte 1976 mit der Arbeit A systematic revision of the genera Rachovia Myers and Austrofundulus Myers zum Master of Science. Seine weitere Forscherkarriere setzte er in Venezuela fort. Für das venezolanische Umweltministerium war er von 1976 bis 1977 in Zusammenarbeit mit Craig Lilyestrom an einem Projekt zur biologischen Schädlingsbekämpfung im Maracaibo-See beteiligt, bei dem versucht wurde, Fische als Räuber zur Bekämpfung von Malariaüberträgern durch Anophelesmücken einzusetzen. Im Anschluss lehrte er ein Jahr lang systematische Ichthyologie an der Universidad del Zulia in Maracaibo. 1978 zog er nach Guanare im venezolanischen Bundesstaat Portuguesa, wo er eine Stelle an der 1975 gegründeten Universidad Nacional Experimental de los Llanos Occidentales Ezequiel Zamora (UNELLEZ) antrat und 1979 Fakultätsmitglied der Abteilung für Umwelttechnik wurde. Dort gründete er das Naturkundemuseum BioCentro de la Universidad Nacional Experimental de los Llanos Occidentales Ezequiel Zamora und die Fischsammlung, deren Kurator er bis heute ist. Bis 2007 war er auch Direktor des Museums. Die Fischsammlung gilt als eine der bestorganisierten in Südamerika und umfasst nahezu 50.000 Exemplare, die vollständig computertechnisch katalogisiert sind. 
Im Jahr 1989 wurde Taphorn zum Koordinator des Graduiertenprogramms für Wildtier- und Fischereimanagement ernannt, das gemeinsam von der UNELLEZ und dem Internationalen Büro der U.S. Fish and Wildlife Division entwickelt wurde.
1990 wurde Taphorn unter der Leitung von Carter R. Gilbert mit der Dissertation The characiform fishes of the Apure River drainage, Venezuela University of Florida zum Ph.D. an der University of Florida promoviert.
2007 ging Taphorn in den Ruhestand und kehrte in die Vereinigten Staaten zurück. Er ist weiterhin in der ichthyologischen Forschung tätig.
Taphorns Bibliografie umfasst 100 wissenschaftliche Arbeiten, die meisten auf dem Gebiet der Taxonomie venezolanischer Süßwasserfische und der Auswirkungen menschlicher Aktivitäten auf aquatische Ökosysteme. Er gehört zu den Erstbeschreibern von 100 Fischarten sowie der Geckoart Lepidoblepharis montecanoensis Markezich & Taphorn, 1994.

## Dedikationsnamen
Nach Taphorn sind die Fischarten Creagrutus taphorni Vari & Harold, 2001, Farlowella taphorni Retzer & Page, 1997, Hemigrammus taphorni Benine & Lopes, 2007, Hyphessobrycon taphorni García-Alzate, Román-Valencia & Ortega, 2013, Hypostomus taphorni (Lilyestrom, 1984), Lebiasina taphorni Ardila Rodríguez, 2004, Myloplus taphorni Andrade, López-Fernández & Liverpool, 2019, Phenacorhamdia taphorni DoNascimiento & Milani, 2008, Sternarchorhynchus taphorni de Santana & Vari, 2010 sowie die Natternart Atractus taphorni Schargel & García-Pérez, 2002 benannt.

## Erstbeschreibungen von Donald C. Taphorn
- Akawaio penak Maldonado-Ocampo, López-Fernández, Taphorn, Bernard, Crampton & Lovejoy, 2013
- Anablepsoides immaculatus (Thomerson, Nico & Taphorn, 1991)
- Ancistrus amaris de Souza, Taphorn & Armbruster, 2019
- Ancistrus falconensis Taphorn, Armbruster & Rodríguez-Olarte, 2010
- Ancistrus kellerae de Souza, Taphorn & Armbruster, 2019
- Ancistrus leoni de Souza, Taphorn & Armbruster, 2019
- Ancistrus patronus de Souza, Taphorn & Armbruster, 2019
- Ancistrus saudades de Souza, Taphorn & Armbruster, 2019
- Ancistrus tolima Taphorn, Armbruster, Villa-Navarro & Ray, 2013
- Ancistrus vericaucanus Taphorn, Armbruster, Villa-Navarro & Ray, 2013
- Ancistrus yutajae de Souza, Taphorn & Armbruster, 2019
- Apareiodon agmatos Taphorn, López-Fernández & Bernard, 2008
- Aphyocharax colifax Taphorn & Thomerson, 1991
- Apteronotus magoi de Santana, Castillo & Taphorn, 2006
- Astyanax boliviensis Ruiz-C., Román-Valencia, Taphorn, Buckup & Ortega, 2018
- Astyanax embera Ruiz-C., Román-Valencia, Taphorn, Buckup & Ortega, 2018
- Astyanax gandhiae Ruiz-C., Román-Valencia, Taphorn, Buckup & Ortega, 2018
- Austrofundulus guajira Hrbek, Taphorn & Thomerson, 2005
- Austrofundulus leohoignei Hrbek, Taphorn & Thomerson, 2005
- Austrofundulus leoni Hrbek, Taphorn & Thomerson, 2005
- Austrofundulus rupununi Hrbek, Taphorn & Thomerson, 2005
- Bryconamericus bucayensis Román-Valencia, Ruiz-C., Taphorn & García-A., 2013
- Bryconamericus caldasi Román-Valencia, Ruiz-C., Taphorn B. & García-Alzate, 2014
- Bryconamericus cinarucoense Román-Valencia, Taphorn & Ruiz-C., 2008
- Bryconamericus ecuadorensis Román-Valencia, Ruiz-C., Taphorn B., Jiménez-Prado & García-Alzate, 2015
- Bryconamericus macarenae Román-Valencia, García-Alzate, Ruiz-C. & Taphorn, 2010
- Bryconamericus oroensis Román-Valencia, Ruiz-C., Taphorn & García-A., 2013
- Bryconamericus singularis Román-Valencia, Taphorn & Ruiz-C., 2008
- Bryconamericus zamorensis Román-Valencia, Ruiz-C., Taphorn B. & García-A., 2013
- Characidium amaila Lujan, Agudelo-Zamora, Taphorn, Booth & López-Fernández, 2013
- Characidium chancoense Agudelo-Zamora, Ortega-Lara & Taphorn, 2020
- Characidium longum Taphorn, Montaña & Buckup, 2006
- Cichla cataractae Sabaj Pérez, López-Fernández, Willis, Hemraj, Taphorn & Winemiller, 2020
- Creagrutus dulima Albornoz-Garzón, Conde-Saldaña, García-Melo, Taphorn & Villa-Navarro, 2018
- Creagrutus maculosus Román-Valencia, García-Alzate, Ruiz-C. & Taphorn, 2010
- Creagrutus melasma Vari, Harold & Taphorn, 1994
- Crenicichla zebrina Montaña, López-Fernández & Taphorn, 2008
- Epapterus blohmi Vari, Jewett, Taphorn & Gilbert, 1984
- Geophagus abalios López-Fernández & Taphorn, 2004
- Geophagus dicrozoster López-Fernández & Taphorn, 2004
- Geophagus grammepareius Kullander & Taphorn, 1992
- Geophagus winemilleri López-Fernández & Taphorn, 2004
- Guianacara cuyunii López-Fernández, Taphorn Baechle & Kullander, 2006
- Guianacara stergiosi López-Fernández, Taphorn Baechle & Kullander, 2006
- Hemiancistrus guahiborum Werneke, Armbruster, Lujan & Taphorn, 2005
- Hemibrycon antioquiae Román-Valencia, Ruiz-C., Taphorn P., Mancera-Rodriguez & García-Alzate, 2013
- Hemibrycon cardalensis Román-Valencia, Ruiz-C., Taphorn P., Mancera-Rodriguez & García-Alzate, 2013
- Hemibrycon fasciatus Román-Valencia, Ruiz-C., Taphorn P., Mancera-Rodriguez & García-Alzate, 2013
- Hemibrycon guejarensis Román-Valencia, Ruiz-C. & Taphorn, 2018
- Hemibrycon palomae Román-Valencia, García-Alzate, Ruiz-C. & Taphorn, 2010
- Hemibrycon sanjuanensis Román-Valencia, Ruiz-C., Taphorn & García-Alzate, 2014
- Hemibrycon santamartae Román-Valencia, Ruiz-C., García-Alzate & Taphorn, 2010
- Hemibrycon sierraensis García-Alzate, Román-Valencia & Taphorn, 2015
- Hoplomyzon sexpapilostoma Taphorn & Marrero, 1990
- Hypancistrus contradens Armbruster, Lujan & Taphorn, 2007
- Hypancistrus debilittera Armbruster, Lujan & Taphorn, 2007
- Hypancistrus furunculus Armbruster, Lujan & Taphorn, 2007
- Hypancistrus lunaorum Armbruster, Lujan & Taphorn, 2007
- Hyphessobrycon amaronensis García-Alzate, Román-Valencia & Taphorn, 2010
- Hyphessobrycon chiribiquete García-Alzate, Lima, Taphorn, Mojica, Urbano-Bonilla & Teixeira, 2020
- Hyphessobrycon chocoensis García-Alzate, Román-Valencia & Taphorn, 2013
- Hyphessobrycon klausanni García-Alzate, Urbano-Bonilla & Taphorn, 2017
- Hyphessobrycon natagaima García-Alzate, Taphorn, Roman-Valencia & Villa-Navarro, 2015
- Hyphessobrycon oritoensis García-Alzate, Román-Valencia & Taphorn, 2008
- Hyphessobrycon paucilepis García-Alzate, Román-Valencia & Taphorn, 2008
- Hyphessobrycon sebastiani García-Alzate, Román-Valencia & Taphorn, 2010
- Hyphessobrycon taguae García-Alzate, Román-Valencia & Taphorn, 2010
- Hyphessobrycon tuyensis García-Alzate, Román-Valencia & Taphorn, 2008
- Laimosemion corpulentus (Thomerson & Taphorn, 1993)
- Laimosemion gransabanae (Lasso, Taphorn & Thomerson, 1992)
- Laimosemion lyricauda (Thomerson, Berkenkamp & Taphorn, 1991)
- Laimosemion nicoi (Thomerson & Taphorn, 1992)
- Laimosemion sape (Lasso-Alcalá, Taphorn, Lasso & León-Mata, 2006)
- Laimosemion tecminae (Thomerson, Nico & Taphorn, 1992)
- Lamontichthys llanero Taphorn & Lilyestrom, 1984
- Lamontichthys maracaibero Taphorn & Lilyestrom, 1984
- Lebiasina ardilai Netto-Ferraira, Lopez-Fernandez, Taphorn & Liverpool, 2013
- Llanolebias Hrbek & Taphorn, 2008
- Mazarunia charadrica López-Fernández, Taphorn B. & Liverpool, 2012
- Mazarunia pala López-Fernández, Taphorn B. & Liverpool, 2012
- Micromoema xiphophora (Thomerson & Taphorn, 1992)
- Neblinichthys brevibracchium Taphorn, Armbruster, López-Fernández & Bernard, 2010
- Neblinichthys echinasus Taphorn, Armbruster, López-Fernández & Bernard, 2010
- Neblinichthys peniculatus Armbruster & Taphorn, 2013
- Parodon alfonsoi Londoño-Burbano, Román-Valencia & Taphorn, 2011
- Parodon atratoensis Londoño-Burbano, Román-Valencia & Taphorn, 2011
- Parodon magdalenensis Londoño-Burbano, Román-Valencia & Taphorn, 2011
- Paulasquama Armbruster & Taphorn, 2011
- Paulasquama callis Armbruster & Taphorn, 2011
- Pseudancistrus reus Armbruster & Taphorn, 2008
- Rachovia pyropunctata Taphorn & Thomerson, 1978
- Renova Thomerson & Taphorn, 1995
- Renova oscari Thomerson & Taphorn, 1995
- Rhinodoras gallagheri Sabaj Pérez, Taphorn & Castillo G., 2008
- Rhinodoras thomersoni Taphorn & Lilyestrom, 1984
- Rhynchodoras castilloi Birindelli, Sabaj Pérez & Taphorn, 2007
- Sternarchorhynchus gnomus de Santana & Taphorn, 2006
- Terranatos Taphorn & Thomerson, 1978
- Tyttocharax metae Román-Valencia, García-Alzate, Ruiz-C. & Taphorn, 2012
- Xyliphius kryptos Taphorn & Lilyestrom, 1983